# راکتانس الکتریکی

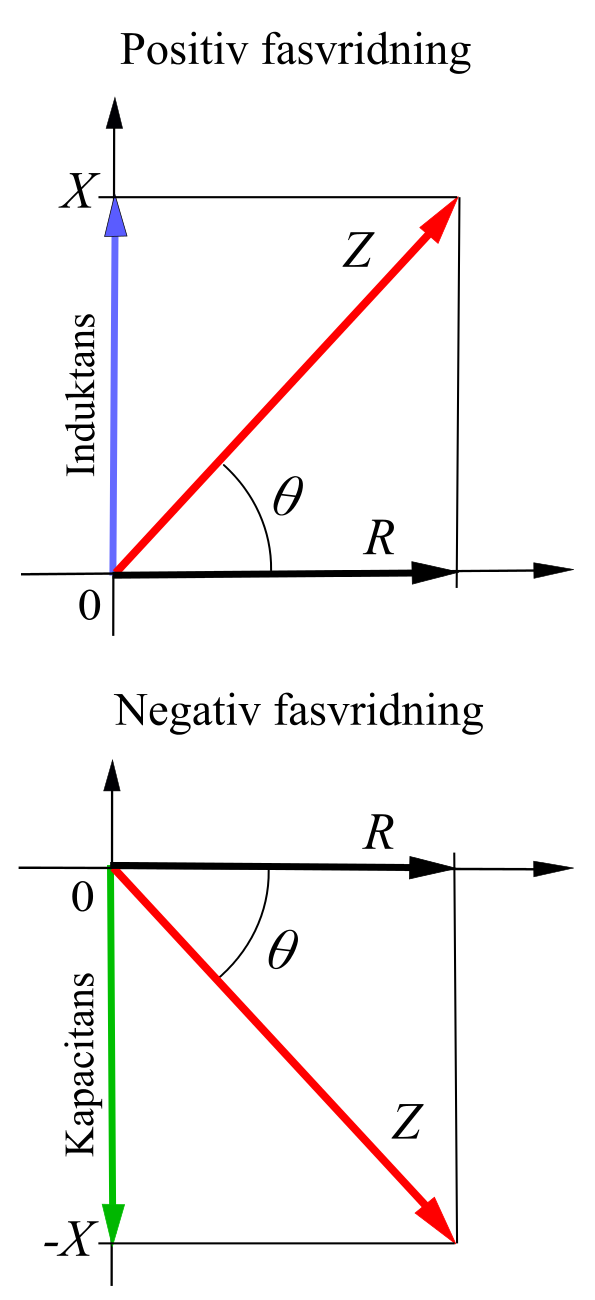
راکتانس الکتریکی

در مدارهای الکتریکی، رِاَکتانس یا واکُنایی، واکنش یک عنصر مدار به تغییرات جریان الکتریکی یا ولتاژ است که بر اثر ظرفیت خازنی یا القاوری آن عنصر پدید می‌آید. میدان الکتریکی پدید آمده در عنصر، برابر تغییر ولتاژ آن مقاومت می‌کند؛ به‌طور مشابه میدان مغناطیسی در برابر تغییرات جریان مقاومت می‌کند. مفهوم راکتانس به مقاومت الکتریکی نزدیک است اما از چندین جنبه با آن تفاوت دارد.
ظرفیت خازنی و القاوری از ویژگی‌های ذاتی عناصر هستند، درست مانند مقاومت الکتریکی. اما خواص راکتیو خازن و القاگر در جریان مستقیم ثابت خود را نشان نمی‌دهد، بلکه تنها زمانی می‌توان شاهد آن‌ها بود که جریان (ولتاژ) مدار تغییر کند. در بررسی‌ برداری مدارهای الکتریکی، مقاومت الکتریکی بخش حقیقی امپدانس مختلط‌، و راکتانس بخش موهومی آن است. مقاومت الکتریکی و راکتانس هردو یکای SI یکسانی دارند: اهم.
مقاومت الکتریکی ایده آل، راکتانس ندارد، در حالی که القاگرها و خازنها، راکتانس دارند.

## تحلیل
در تحلیل فازوری، راکتانس برای تعیین اندازه و فاز جریان متناوب سینوسی که از عنصر الکتریکی می‌گذرد بکار  می‌رود. نماد راکتانس الکتریکی X است.
هم راکتانسِ X و هم مقاومت الکتریکیِ R برای محاسبهٔ امپدانس الکتریکی Z لازمند. در برخی مدارها ممکن است یکی از این دو غالب باشد و بتوان از دیگری چشم‌پوشی کرد، اما دانستن تقریبی اجزای کوچکتر امپدانس می‌تواند به تشخیص مناسب‌ بودن این چشم‌پوشی کمک کند.
{\displaystyle Z=R+jX\,}
که در آن:
- {\displaystyle Z} امپدانس الکتریکی بر حسب اهم،
- {\displaystyle R} مقاومت الکتریکی بر حسب اهم،
- {\displaystyle X} راکتانس الکتریکی بر حسب اهم و
- {\displaystyle j={\sqrt {-1}}}

هم {\displaystyle \scriptstyle {|Z|}} و هم  {\displaystyle \scriptstyle {\theta }} در امپدانس الکتریکی، به کمیت‌های مقاومت و راکتانس بستگی دارند.
{\displaystyle |Z|={\sqrt {ZZ^{*}}}={\sqrt {R^{2}+X^{2}}}} که در آن {\displaystyle Z^{*}} مزدوج مختلط {\displaystyle Z} است.
{\displaystyle \theta =\arctan {X \over R}}
اندازهٔ امپدانس، نسبت دامنهٔ ولتاژ به دامنهٔ جریان است، در حالی که فاز امپدانس، تفاصل فاز ولتاژ و جریان است.
- اگر X>۰ آنگاه راکتانس از نوع القایی است.
- اگر X=۰ آنگاه امپدانس مقاومتی خالص است.
- اگر X<۰ آنگاه راکتانس خازنی است.

## راکتانس خازنی
راکتانس خازنی عاملی است که در برابر تغییرات ولتاژ، مقاومت می‌کند. راکتانس خازنی {\displaystyle \scriptstyle {X_{C}}} با بسامد {\displaystyle \scriptstyle {f}}سیگنال و گنجایش الکتریکی {\displaystyle \scriptstyle {C}}، نسبت معکوس دارد.
{\displaystyle X_{C}={\frac {1}{\omega C}}={\frac {1}{2\pi fC}}\quad }
خازن از دو رسانای الکتریکی که با عایق الکتریکی جدا شده‌اند تشکل شده‌است. به عایق الکتریکی خازن دی‌الکتریک هم می‌گویند.
در بسامدهای پایین، خازن مدار-باز است، چرا که هیچ جریانی از دی‌الکتریک نمی‌ گذرد. یک ولتاژ DC که به یک خازن اعمال می‌شود، موجب جمع‌شدن بارهای الکتریکی مثبت در یک سو و بارهای الکتریکی منفی در سوی دیگر دی‌الکتریک خواهد شد. میدان الکتریکی حاصل از جمع‌شدن بارها، منبع مخالفت با جریان است. هرگاه پتانسیل ناشی از بارها دقیقاً با ولتاژ اعمالی موازنه شوند، جریان به صفر میل می‌کند.
هرگاه خازن همراه یک منبع AC به کار رود، تا پیش از تغییر قطبهای پتانسل الکتریکی و پراکندگی بارها، تنها مقدار بار محدودی را گرد خود می‌آورد. هر چه بسامد بیشتر باشد، بار کمتری جمع‌آوری می‌شود و مخالفت در برابر جریان کوچکتر خواهد بود.

## راکتانس القایی
راکتانس القایی، عامل مخالفت در برابر تغییر جریان است. راکتانس القایی {\displaystyle \scriptstyle {X_{L}}} با بسامد {\displaystyle \scriptstyle {f}} سیگنال و القاوری {\displaystyle \scriptstyle {L}} متناسب است.
{\displaystyle X_{L}=\omega L=2\pi fL\quad }
القاگر از یک سیم‌پیچ تشکیل می‌شود. با استفاده از قانون القای الکترومغناطیسی فارادی می‌توان ولتاژ مخالف جریانِ {\displaystyle \scriptstyle {\mathcal {E}}} را که بر اثر تغییرات شار میدان مغناطیسی {\displaystyle \scriptstyle {B}} در هر حلقهٔ جریان به وجود می‌آید را بدست آورد.
{\displaystyle {\mathcal {E}}=-{{d\Phi _{B}} \over dt}\quad }
برای القاگری که از N حلقه تشکیل شده داریم:
{\displaystyle {\mathcal {E}}=-N{d\Phi _{B} \over dt}\quad }
نیروی محرک الکتریکی مخالف، منبع مخالفت با شارش جریان است. یک جریان مستقیم ثابت، سرعت تغییرش صفر است و القاگر از دید این جریان اتصال کوتاه است (زیرا القاگر معمولاً از ماده‌ای با مقاومت الکتریکی پایین ساخته می‌شود). سرعت تغییرات جریان متناوب نسبت به زمان دارای یک میانگین است که با بسامد متناسب خواهد بود. این امر موجب افزایش القاوری راکتانس بر اثر افزایش فرکانس می‌شود.

## رابطه با فاز
فاز ولتاژ در یک وسیلهٔ کاملاً راکتیو خازنی (وسیله‌ای خازنی که مقاومت الکتریکی آن صفر باشد) به اندازهٔ {\displaystyle \scriptstyle {\pi /2}} رادیان از فاز جریان عقب‌تر است (نسبت به جریان لگ است). در یک راکتانس القایی، ولتاژ به اندازهٔ {\displaystyle \scriptstyle {\pi /2}} رادیان از جریان پیش است (نسبت به جریان لید است). توجه داشته باشید که بدون دانستن مقاومت و راکتانس، نمی‌توان رابطهٔ بین ولتاژ و جریان را بدست آورد.
اینکه راکتانس القایی و راکتانس خازنی دارای نماد متفاوتی هستند، به عامل فاز در امپدانس برمی‌گردد:
{\displaystyle {\tilde {Z}}_{C}={1 \over \omega C}e^{j(-{\pi  \over 2})}=j\left({-1 \over \omega C}\right)=-jX_{C}\quad }
{\displaystyle {\tilde {Z}}_{L}=\omega Le^{j{\pi  \over 2}}=j\omega L=jX_{L}\quad }
در یک عنصر راکتیو، ولتاژ سینوسی دو طرف عنصر، بر جریان سینوسی عمود است ({\displaystyle \scriptstyle {\pi /2}} اختلاف فاز دارند). این بخش به صورت متناوب انرژی را از مدار جذب و سپس به آن بازمی‌گرداند، بنابراین یک راکتانس خالص، انرژی مصرف نمی‌کند.